# Royal Ivey
Royal Terence Ivey (Harlem, Nueva York; 20 de diciembre de 1981) es un exjugador de baloncesto estadounidense que disputó 10 temporadas en la NBA y que actualmente es entrenador asistente de los Houston Rockets de la NBA. Con 1,93 metros de altura, jugaba en la posición de escolta.

## Trayectoria

### Inicios
Comenzó a jugar en la escuela superior de Cardozo en Queens (Nueva York). 
Luego desarrolló tu etapa universitaria en Texas en Austin en las que disputó cuatro temporadas con los Longhorn Athletics.

### Profesional

#### NBA
En el Draft de la NBA de 2004 fue elegido por los Atlanta Hawks en la segunda ronda, en el puesto 37. Promedió 3,5 puntos en 62 encuentros con los Hawks en su primera temporada. 
Tras tres años en Atlanta, el 18 de septiembre de 2007 firmó por una temporada con Milwaukee Bucks.
El 27 de julio de 2008, firma con Philadelphia 76ers.
En febrero de 2010 fue traspasado a Milwaukee Bucks junto con Primož Brezec a cambio de Francisco Elson y Jodie Meeks.
El 21 de julio de 2010, Ivey fichó por Oklahoma City Thunder.
En julio de 2012 regresa a los Sixers.
El 30 de septiembre de 2013, firma con Atlanta Hawks, pero es cortado el 25 de octubre sin llegar a debutar.
El 16 de enero de 2014, firma un contrato de 10 días con Oklahoma City Thunder.

#### China
El 29 de enero de 2014, firma hasta final de temporada con los Guangdong Southern Tigers de la CBA china.

### Entrenador
El 29 de septiembre de 2014, comenzó como asistente en los Oklahoma City Blue de la NBA Development League, poniendo fin a su carrera como jugador.
El 1 de julio de 2016, fue promocionado a asistente para el desarrollo de jugadores en Oklahoma City Thunder.
El 7 de junio de 2018, se une al cuerpo técnico de los New York Knicks como asistente de David Fizdale. Tras el despido de Fizdale, se mantuvo también como asistente con el entrenador interino Mike Miller.
El 11 de noviembre de 2020, se une al cuerpo técnico de Steve Nash en los Brooklyn Nets.
El 3 de mayo de 2021, firma como técnico principal de la selección de Sudán del Sur. A la cual dirigió durante el AfroBasket 2021, siendo el primer gran torneo para el país, y llegando a cuartos de final.
El 3 de julio de 2023, firma como asistente de los Houston Rockets.

## Estadísticas

### Temporada regular
| Año     | Equipo        | PJ  | PT  | MPP  | %TC  | %3P  | %TL   | RPP | APP | ROB | TPP | PPP |
| ------- | ------------- | --- | --- | ---- | ---- | ---- | ----- | --- | --- | --- | --- | --- |
| 2004–05 | Atlanta       | 62  | 5   | 13.0 | .429 | .333 | .701  | 1.4 | 1.7 | .6  | .1  | 3.5 |
| 2005–06 | Atlanta       | 73  | 66  | 13.4 | .439 | .400 | .727  | 1.3 | 1.0 | .3  | .1  | 3.6 |
| 2006–07 | Atlanta       | 53  | 18  | 10.2 | .448 | .313 | .686  | 1.0 | .8  | .4  | .1  | 3.0 |
| 2007–08 | Milwaukee     | 75  | 20  | 19.2 | .394 | .327 | .726  | 1.6 | 2.1 | .6  | .1  | 5.6 |
| 2008–09 | Philadelphia  | 71  | 0   | 12.1 | .332 | .342 | .791  | 1.1 | .6  | .5  | .1  | 3.0 |
| 2009–10 | Philadelphia  | 26  | 0   | 9.1  | .473 | .500 | .857  | 1.0 | .7  | .4  | .1  | 2.7 |
| 2009–10 | Milwaukee     | 18  | 0   | 5.0  | .321 | .182 | .600  | .4  | .6  | .5  | .0  | 1.3 |
| 2010–11 | Oklahoma City | 25  | 0   | 6.2  | .421 | .438 | 1.000 | .6  | .3  | .2  | .0  | 1.6 |
| 2011–12 | Oklahoma City | 34  | 0   | 10.4 | .356 | .340 | .125  | .7  | .3  | .4  | .0  | 2.1 |
| 2012-13 | Philadelphia  | 53  | 5   | 13.2 | .431 | .420 | .563  | 1.1 | .6  | .4  | .1  | 3.2 |
| 2013-14 | Oklahoma City | 2   | 0   | 2.5  | .000 | .000 | .000  | .5  | .0  | .0  | .0  | .0  |
| Total   | Total         | 492 | 114 | 12.5 | .406 | .361 | .706  | 1.1 | 1.0 | .5  | .1  | 3.3 |

### Playoffs
| Año   | Equipo        | PJ | PT | MPP | %TC   | %3P   | %TL  | RPP | APP | ROB | TPP | PPP |
| ----- | ------------- | -- | -- | --- | ----- | ----- | ---- | --- | --- | --- | --- | --- |
| 2009  | Philadelphia  | 6  | 0  | 7.5 | .273  | .286  | .750 | .7  | .0  | .5  | .0  | 1.8 |
| 2010  | Milwaukee     | 3  | 0  | 3.7 | .333  | .000  | .000 | .0  | .7  | .0  | .3  | 1.3 |
| 2011  | Oklahoma City | 2  | 0  | 3.0 | 1.000 | 1.000 | .000 | .5  | .5  | .0  | .0  | 3.0 |
| 2012  | Oklahoma City | 5  | 0  | 4.2 | .364  | .400  | .500 | .6  | .2  | .4  | .0  | 2.2 |
| Total | Total         | 16 | 0  | 5.1 | .367  | .375  | .667 | .5  | .3  | .3  | .1  | 2.0 |